# Kościół Świętego Krzyża w Maceracie
Kościół Świętego Krzyża w Maceracie (wł. Chiesa di Santa Croce) − pochodząca z XVI w. świątynia katolicka w Maceracie we Włoszech.
Kościół znajduje przy Piazza Indipendenza.

## Historia
Pierwszy kościół w tym miejscu wraz z konwentem wznieśli w późnym średniowieczu franciszkanie obserwanci. Jako siedzibę dla swojego klasztoru wybrali wówczas teren określany przez mieszkańców miasta − Terra de Maceriatinis. Przenieśli się tutaj z dawnego Kościoła Santa Maria della Pietà (przy Via dei Velini) 4 października 1505. Zakonnicy ci przybyli do Maceraty w 1455 z Forano. Sprowadzili ich do miasta rajcy pozostający pod wielkim wpływem wcześniejszej działalności na tym terenie św. Jakuba z Marchii. Kościół i klasztor zostały wybudowane ze środków zebranych wśród mieszkańców. Szczególnie przyczyniły się do nowej fundacji rodziny Ulissich, Palmuccich i Florianich. Legatem papieskim w Maceracie był wówczas kard. Alessandro Farnese, późniejszy papież Paweł III. Również ten purpurat znacznie przyczynił się do powstania odnowionej fundacji minoryckiej. W klasztorze z czasem powstały studium filozoficzne i teologiczne, do którego uczęszczali wstępujący do braci mniejszych młodzieńcy.
Około roku 1533 do klasztoru przybył, pochodzący z Maceraty, kustosz Ziemi Świętej o. Giovanni Battista Frontone, przywożąc ze sobą relikwie Krzyża Świętego z Jerozolimy. Od tego momentu, klasztor, który był pod wezwaniem św. Franciszka z Asyżu, zaczęto nazywać Klasztorem Świętego Krzyża.
W klasztorze odbywały się kapituły prowincjalne. Jako miejsce pochówku wybierały go sobie znakomite rodziny Maceraty i okolic. Między 1545 a 1570 franciszkanów obserwantów zastąpili franciszkanie reformaci. W 1600 w konwencie żyło 31 zakonników.
Kościół spłonął w 1799, podpalony przez Francuzów. Rozproszeniu uległy wówczas dzieła sztuki i naczynia liturgiczne. Franciszkanie odbudowali świątynię według projektu br. Atanasia Faviniego da Coriano.
Po kasacie zakonów 3 stycznia 1861 dobra klasztoru i sam kościół stały się własnością państwa.
Dwukrotnie konsekrowany kościół (1805, 1933) został w 1882 ozdobiony tympanonem autorstwa Virginio Tomboliniego przedstawiającym scenę Odnalezienie Krzyża Świętego w Jerozolimie. Obecnie w parafii pracują księża diecezjalni.